# SANABAGUN.
SANABAGUN.（サナバガン）は、日本の8人組ジャズ／ヒップホップバンド。グループ名は「ならず者」を意味する英語のスラング「Son of a gun」から。

## 概要
管楽器2名を含む6人の楽器隊とボーカル、MCから構成される8人組。メンバーは全員平成生まれで、「レペゼンゆとり教育、平成生まれのヒップホップチーム」を掲げて活動する。音大出身のメンバーを多く擁し、確かなスキルと知識に裏打ちされた生演奏によるジャズやヒップホップをベースとしたクロスオーバーな音楽性を特徴とする。
母体結成は2012年11月。ソウル歌手・椎名純平のオープニングアクトを務めることになった高岩が、普通にジャズのスタンダードを歌っても面白くないと思ってソロ名義の「高岩遼ヒップホップサイド」でヒップホップを生音でジャズっぽく演奏したのが始まり。そこに現在のドラムとトランペットとサクソフォーンが参加。その後、メンバー入替とベース、ギター、ラッパー（MC）の加入を経て、2013年3月に正式にSANABAGUN.としてスタート。同時期に渋谷での路上ライブを開始し、2013年夏に現在のメンバー構成となった。
2017年・2018年にはライブアクト（客演）としてニューハーフモデル、タレントのエミリーチャン（すみたえみり）を起用するなど、多数のLGBTからも支持を集めた。

## メンバー
結成当初は全員ステージネームを用いていたが、2015年1月1日から本名で活動している。
- 高岩 遼（たかいわ りょう、1990年8月27日（34歳）[8] - 、岩手県宮古市出身[12]）
  - ボーカル。
  - 尚美学園大学ジャズ&ポップスコース卒業。在学中から都内を中心にジャズ・ボーカリストとして活動[8]。
  - 影響を受けたミュージシャンはスティーヴィー・ワンダー、レイ・チャールズ、フランク・シナトラ[12]。
  - THE THROTTLE、SWINGERZのメンバーやソロとしても活動[13][14]。

- 岩間 俊樹（いわま としき、1990年11月24日（34歳） - 、青森県三沢市出身[15]）
  - MC。
  - 航海士、機関士という職歴を持つ[15]。
  - 日本のヒップホップばかり聴いていた[5]。
  - 2009年から都内で「リベラル」名義でラッパーとして活動。
  - 2016年12月2日、初のソロアルバム「I.MY.ME」を発表[16]

- 澤村 一平（さわむら いっぺい、1991年1月21日（34歳））
  - ドラムス兼バンドマスター[17]。

- 谷本 大河（たにもと たいが、1991年4月1日（34歳）[15] - 、カナダ生まれ、東京都町田育ち[15]）
  - サクソフォーン兼フルート。
  - ジャズ、フュージョンなどを聴いていた[5]。
  - 旧橋壮（ふるはしつよし：サクソフォーン・フルート奏者）に師事。
  - SWINGERZ、岩間俊樹ソロ、橋詰大智ジャズプロジェクトに参加[15]。

- 髙橋 紘一（たかはし ひろかず）
  - トランペット。

- 大林 亮三（おおばやし りょうぞう、1990年9月7日（34歳）[18] - 、神奈川県藤沢市出身）
  - ベース。
  - 2017年9月25日加入。
  - ブラックミュージックに影響を受けたベーシスト。
  - 自身がリーダーであるRyozo Bandの1st・7インチシングルではMUROがプロデューサーを務める。

- 大樋 祐大（おおひ ゆうだい、1996年12月1日（28歳）、大阪府大阪狭山市出身）
  - キーボード。
  - 2019年2月15日加入。最年少メンバー。

- 磯貝 一樹（いそがい かずき、1990年12月2日（34歳）、大分県国東市出身）
  - ギター。
  - 2022年2月24日に加入。

### 過去のメンバー
- 小杉 隼太（こすぎ はやた、1989年6月29日 - 2021年10月、神奈川県横浜市）
  - ベース。
  - Suchmosのメンバーとしても活動。
  - 2017年9月24日に開催されたライブをもって脱退[19]。

- 櫻打 泰平（さくらうち たいへい、1992年7月4日（32歳）[18] - 、富山県氷見市出身[20]）
  - キーボード。
  - Suchmosのメンバーとしても活動[13]。
  - 2018年9月1・2日に福岡・芥屋海水浴場で開催されたフェス「Sunset Live 2018」への出演をもってバンドを脱退[21]。

- 隅垣 元佐（すみがき つかさ[22]、）
  - ギター。2021年7月25日に脱退発表。

## 来歴
2013年に結成。渋谷のストリートを中心としたライブで話題を集める。2014年8月、インディーズで1stアルバム「Son of a Gun」を発表、タワーレコードのバイヤーが選ぶタワレコメンに選出された。
2015年、ビクターエンタテインメント内のレーベルCONNECTONEとメジャー契約を締結。同年10月21日、メジャー・デビュー・アルバム「メジャー」を発表。これに伴い、バンド名を広げる目的で毎週東京都・渋谷駅周辺で行ってきた路上ライブ活動を終了した。2016年7月、2ndアルバム『デンジャー』をリリース。

## 作品

### ライブ・アルバム
|     | 発売日        | タイトル                                         |
| --- | ------------- | ------------------------------------------------ |
| 1st | 2018年9月19日 | OCTAVE Live in Tokyo                             |
| 2nd | 2020年2月26日 | BALLADS Live in Tokyo mynavi BLITZ AKASAKA, 2019 |

### 配信限定シングル
| 発売日         | タイトル                                      |
| -------------- | --------------------------------------------- |
| 2019年9月4日   | Sweet Dreams feat. 藤原さくら                 |
| 2020年3月4日   | Sweet Dreams feat. 藤原さくら (mabanua remix) |
| 2020年10月21日 | ☆チョップマン☆                                |
| 2022年6月23日  | Deep Himawari                                 |
| 2022年8月13日  | 37.5℃                                         |
| 2023年5月31日  | ぼくたちダイナソー                            |
| 2023年7月31日  | Jam goes on                                   |
| 2023年9月30日  | 吉報クラシック                                |

### 参加作品・楽曲提供
| 発売日         | タイトル                                                               | 収録曲                                                | 備考                                              |
| -------------- | ---------------------------------------------------------------------- | ----------------------------------------------------- | ------------------------------------------------- |
| 2019年4月24日  | ヒプノシスマイク-Division Rap Battle-『Enter the Hypnosis Microphone』 | パピヨン / 麻天狼                                     | 作詞・作曲 - 大林亮三 / 編曲 - 岩間俊樹・大林亮三 |
| 2020年2月21日  | KERENMI『KOTOSARA night and day』                                      | KOTOSARA night and day feat. Chara, 高岩遼&GOODMOODGO |                                                   |
| 2020年8月19日  | TRI4TH『The Light』                                                    | The Light feat. 岩間俊樹                              |                                                   |
| 2021年2月17日  | TFG『vacaTion』                                                        | fallin                                                | 作詞：岩間俊樹/作曲：五十嵐凪月                   |
| 2022年12月14日 | 木村カエラ『MAGNETIC』                                                 | 井の頭DAYS feat.SANABAGUN.                            |                                                   |
| 2023年8月9日   | 浪漫飛行 トリビュートアルバム                                          | 浪漫飛行 feat. Creepy Nuts                            |                                                   |

### ミュージック・ビデオ
| 年     | 作品                 | 監督           | 出典   |
| 2014年 | M・S                 | Seiya Kawamura |        |
| 2015年 | もう実家帰りなよ     | 大原魁生       | [ 27 ] |
| 2015年 | 人間                 | 勝見拓矢       | [ 28 ] |
| 2015年 | 居酒屋JAZZ           | BUDDHA108      | [ 29 ] |
| 2016年 | Mammy Mammy          | tatsuaki       | [ 30 ] |
| 2017年 | We in the street     |                | [ 31 ] |
| 2018年 | FLASH                | スタジオ石     | [ 32 ] |
| 2018年 | シャタファカみなさん | Seiya Kawamura | [ 33 ] |
| 2019年 | Stay Strong          | Seiya Kawamura | [ 34 ] |
| 2020年 | ☆チョップマン☆       | 大平彩華       |        |